# Mikalaj Kirau
Mikalaj Iwanawitsch Kirau (* 22. November 1957 in Streschin  bei Homel) ist ein ehemaliger sowjetischer Leichtathlet aus Belarus. Er hatte sich auf die Mittelstrecke – 800 und 1500 Meter – spezialisiert. Er war seit 1978 Mitglied der sowjetischen Nationalmannschaft und wurde von Alexander Tschernezki trainiert.

## Karriere
Kirow gewann mehrere Landesmeisterschaften:
| Jahr         | 1978   | 1979 Halle | 1980 Halle | 1982    | 1983    |
| 800 m (min)  | 1:46,3 | 1:49,8     | 1:48,5     |         |         |
| 1500 m (min) |        |            |            | 3:36,34 | 3:41,04 |

Hinzu kommen drei Siege bei der Spartakiade der Völker der UdSSR.
Darüber hinaus konnte Kirow sich dreimal bei internationalen Wettkämpfen platzieren:
- Bei den Olympischen Spielen 1980 in Moskau ging er über 800 Meter an den Start. Dabei steigerte er sich von 1:47,47 min im Vorlauf (2.) über 1:46,53 min im Halbfinale (1.) auf 1:45,94 min im Finale, wo er hinter den beiden Briten Steve Ovett (Gold in 1:45,40 min) und Sebastian Coe (Silber in 1:45,85 min) auf Platz 3 kam und die Bronzemedaille gewann.
- Beim Europacup 1981 in Zagreb ging er über 1500 Meter an den Start und belegte in 3:43,68 min Platz 2 hinter Olaf Beyer aus der DDR (1. in 3:43,52 min) und vor dem Briten Steve Cram (3. in 3:43,72 min)
- Im darauffolgenden Jahr startete er bei den Europameisterschaften 1982 in Athen erneut über 1500 Meter und gewann mit einer Zeit von 3:36,99 min die Silbermedaille hinter Steve Cram (Gold in 3:36,49 min).
- Auch bei den ersten Weltmeisterschaften der Leichtathleten 1983 in Helsinki trat er über 1500 Meter an, jedoch ohne Erfolg: In 3:43,77 min musste er als 7. seines Vorlaufs die Konkurrenz beenden, es triumphierte erneut Steve Cram, der in 3:41,59 min Weltmeister wurde. Eine zweite Olympiateilnahme blieb Kirow versagt, da die Sowjetunion die Spiele 1984 in Los Angeles boykottierte.

Am 12. August 1978 in Podolsk stellte Kirow zusammen mit Wladimir Podoljako, Wladimir Malosemlin und Anatolij Reschetnjak in 7:08,1 min einen neuen Weltrekord im 4-mal-800-Meter-Staffellauf auf. Zuvor war die Bestmarke (7:08,5 min) zwölf Jahre lang von einem bundesdeutschen Läuferteam gehalten worden. Seine persönliche Bestzeit über 800 Meter wird mit 1:45,11 min angegeben, gelaufen im Jahr 1981.

## Persönliches
Nikolai Kirow ist Absolvent der Universität Homel sowie des dortigen Technikums für Eisenbahner. Nach Beendigung seiner aktiven Laufbahn wurde er Lehrer an einer Sportschule. Er trägt den Titel „Meister des Sports der internationalen Klasse“. Auch seine Kinder waren sportlich aktiv: Tochter Kristina (geb. 1980) in der Leichtathletik, Sohn Nikolai (geb. 1983) als Reiter.
Nikolai Kirow ist 1,76 m groß und wog in seiner aktiven Zeit 63 kg.